# Heterocerus wittei
Heterocerus wittei is een keversoort uit de familie oevergraafkevers (Heteroceridae). De wetenschappelijke naam van de soort is voor het eerst geldig gepubliceerd in 1939 door Mamitza.